# Billingsley (Alabama)
Billingsley è un paese dell'Alabama, situato nella contea di Autauga. La popolazione al censimento del 2000 era di 116 abitanti. La stima dell'U.S. Census Bureau relativa al 2005 è di 121 abitanti.

## Geografia fisica
Billingsley è situata a 32°39'37.498" N, 86°42'40.489" O. L'U.S. Census Bureau certifica che la città occupa un'area totale di 3,10 km² interamente composti da terra.

## Società

### Evoluzione demografica
Al censimento del 2000, risultano 116 abitanti, 46 nuclei familiari e 33 famiglie residenti nel paese. La densità della popolazione è di 37,42 ab./km². Ci sono 58 alloggi con una densità di 19,00/km². La composizione etnica della città è 90,52% bianchi, 6,03% neri o afroamericani, 1,72% nativi americani, 1,72% isolani del Pacifico.
Dei 46 nuclei familiari, il 21,70% ha figli di età inferiore ai 18 anni che vivono in casa, il 54,30% sono coppie sposate che vivono assieme, il 15,20% è composto da donne con marito assente, e il 26,10% sono non-famiglie. Il 19,60% di tutti i nuclei familiari è composto da singoli e il 13,00% da singoli con più di 65 anni di età. La dimensione media di un nucleo familiare è di 2,52 mentre la dimensione media di una famiglia è di 2,94.
La suddivisione della popolazione per fasce d'età è la seguente: 20,70% sotto i 18 anni, 5,20% dai 18 ai 24, 29,30% dai 25 ai 44, 20,70% dai 45 ai 64, e 24,10% oltre i 65 anni. L'età media è 40 anni. Per ogni 100 donne ci sono 73,10 uomini. Per ogni 100 donne sopra i 18 anni ci sono 84,00 uomini.
Il reddito medio di un nucleo familiare è di 44.688$, mentre per le famiglie è di 46.000$. Gli uomini hanno un reddito medio di 30.625$ contro i 15.750$ delle donne. Il reddito pro capite del paese è di 14.713$. Il 11,70% della popolazione e il 10,00% delle famiglie è sotto la soglia di povertà. Sul totale della popolazione, il 14,80% dei minori di 18 anni e il 4,80% di chi ha più di 65 anni vive sotto la soglia di povertà.